# Cot Babahlhok
Cot Babahlhok är en kulle i Indonesien.   Den ligger i provinsen Aceh, i den västra delen av landet, 1 800 km nordväst om huvudstaden Jakarta. Toppen på Cot Babahlhok är 119 meter över havet.
Terrängen runt Cot Babahlhok är huvudsakligen kuperad, men norrut är den platt. Havet är nära Cot Babahlhok åt nordost.Runt Cot Babahlhok är det ganska glesbefolkat, med 22 invånare per kvadratkilometer. Närmaste större samhälle är Banda Aceh, 17,8 km väster om Cot Babahlhok. Omgivningarna runt Cot Babahlhok är en mosaik av jordbruksmark och naturlig växtlighet.